# Movimiento Ibérico de Liberación
Movimiento Ibérico de Liberación (MIL) – anarchistyczna grupa bojowa, działająca w Hiszpanii w latach 70. XX w. Stosowała akcje bezpośrednie (np. ekspropriacje) wymierzone w reżim frankistowski i kapitalizm.
Jednym z jej członków był Salvador Puig Antich, który w 1974 roku został stracony przez reżim gen. Francisco Franco.